# Below the Radar Live
Below the Radar Live is het enige livealbum van Breathing Space. Breathing Space werd vanaf het begin geplaagd door personeelswisselingen en uitruil van personeel met Mostly Autumn. Uiteindelijk brak dat de band op. Er waren nog plannen voor de uitgave een officieel livealbum, maar die zou er uiteindelijk niet komen. De band hief zich op. 
De liveopnamen verschenen wel op een cd-r uitgegeven via de website van de muziekgroep, voor wat betreft geluidskwaliteit klinkt het als een “normale” uitgave. Opnamen vonden plaats in Bilston, april 2010.   In mei 2011 verscheen het gehele concert als dvd, ook opnieuw bij de band zelf. 

## Musici
Voor het eerst speelde ook de leider van Mostly Autumn Bryan Josh mee met Breathing Space.
- Iain Jennings – toetsinstrumenten, achtergrondzang
- Olivia Sparnenn – zang, percussie
- Bryan Josh – gitaar
- Paul Teasdale – basgitaar, zang
- Barry Cassels – slagwerk
- Ben Jennings – toetsinstrument.

## Muziek
| Nr. | Titel                | Duur |
| --- | -------------------- | ---- |
| 1.  | Intro                |      |
| 2.  | Forgive or surrender |      |
| 3.  | The senses           |      |
| 4.  | Clear                |      |
| 5.  | Coming up for air    |      |
| 6.  | Hollow               |      |
| 7.  | Rain song            |      |
| 8.  | Run from yourself    |      |
| 9.  | You still linger     |      |

| Nr. | Titel                    | Duur |
| --- | ------------------------ | ---- |
| 1.  | Time tells               |      |
| 2.  | Belief                   |      |
| 3.  | Wasted all the time      |      |
| 4.  | The night takes you home |      |
| 5.  | Searching for my shadow  |      |
| 6.  | Drowning                 |      |
| 7.  | Dusk                     |      |
| 8.  | Never the rainbow        |      |
| 9.  | Below the radar          |      |
| 10. | When I hold onto you     |      |
| 11. | The gap is too wide      |      |
| 12. | Questioning eyes         |      |